# Artern
Artern è una città tedesca con status di Landgemeinde nel Land della Turingia.

Appartiene al circondario del Kyffhäuser.
Svolge il ruolo di comune amministratore nei confronti dei comuni di Borxleben, Gehofen, Kalbsrieth, Mönchpfiffel-Nikolausrieth e Reinsdorf.

## Geografia fisica
Si trova fra i territori Diamantene Aue e Goldene Aue.

## Storia
Il 1º gennaio 2019 vennero aggregati alla città di Artern/Unstrut – contemporaneamente ridenominata «Artern» – i comuni di Heygendorf e Voigtstedt.

## Amministrazione

### Gemellaggi
Artern è gemellata con:
- Einbeck, dal 1990
- Topoľčany, dal 1992
- Mazingarbe, dal 1996